# Эйстейн Гром
Эйстейн Гром (др.-сканд. Eysteinn Hálfdansson) — полулегендарный конунг из династии Инглингов, который управлял Вестфольдом и Раумарики после своего отца Хальвдана Белая Кость.

## Биография
О жизни Эйстейна Грома рассказывается в Саге об Инглингах, написанной Снорри Стурлусоном. Эйстейн родился от брака Хальвдана Белая Кость и Асы, дочери конунга Упплёнда (совр. Оппланн) Эйстейна Сурового. У Эйстейна был также брат по имени Гудрёд. Он был конунгом Хейдмёрка (совр. Хедмарк).
Эйстейн взял в жены Хильд, которая приходилась дочерью конунгу Вестфольда (совр. Вестфолл) Эйрику. Благодаря этому браку, Эйстейну и его отцу, который еще к тому моменту был жив, после смерти Эйрика достался Вестфольд, потому что Эйрик не оставил сыновей. У Эйнстейна и Хильд родился сын Хальвдан.
В «Саге» довольно подробно рассказывается об обстоятельствах смерти Эйстейна. Конунг делал викингские набеги на соседнее королевство под названием Варна (совр. Рюгге). Он грабил эти земли и резал скот. Варной в то время правил конунг Скьёльд, который считался колдуном. После очередного набега Скьёльд со своими людьми вышел на берег, но Эйстейн уже поплыл прочь через фьорд. Тогда колдун дунул в свой плащ — поднялся ветер, Эйстейна сбросило в воду, и он захлебнулся. Его люди выловили тело, отвезли в Вестфольд и похоронили в кургане в Борро.